# Lijst van oudkatholieke kerken in Nederland
Dit is de (incomplete) lijst van (voormalige) kerkgebouwen die behoren tot de Oudkatholieke Kerk van Nederland.
| Afbeelding | Kerkgebouw                                        | Plaats                            | Bouwjaar                         | Bijzonderheden                                                                                   |
| ---------- | ------------------------------------------------- | --------------------------------- | -------------------------------- | ------------------------------------------------------------------------------------------------ |
|            | H. Adelbertuskerk                                 | IJmuiden                          | 1968                             | Parochiekerk tot 2015                                                                            |
|            | H. Agneskerk                                      | Egmond aan Zee                    | 1885                             | Parochiekerk                                                                                     |
|            | H.H. Anna en Mariakathedraal                      | Haarlem                           | 1938                             | Kathedraal van het bisdom Haarlem.                                                               |
|            | H.H. Barbara en Antoniuskerk                      | Culemborg                         | 1624                             | Parochiekerk                                                                                     |
|            | H. Bartholemeuskerk                               | Schoonhoven                       | 1905                             | Parochiekerk                                                                                     |
|            | H. Engelmunduskerk                                | IJmuiden                          | 1907                             | Parochiekerk                                                                                     |
|            | Fredericus en Odulfuskerk                         | Leiden                            | 1926                             | Parochiekerk                                                                                     |
|            | Sint-Gertrudiskathedraal                          | Utrecht                           | 1912-1914                        | Kathedraal van het aartsbisdom Utrecht.                                                          |
|            | Gummarus en Pancratiuskerk                        | Enkhuizen                         | 1906                             | Parochiekerk                                                                                     |
|            | ‘t Huis te Poort                                  | Schiedam                          | 1862                             | Parochiekerk                                                                                     |
|            | H.H. Jacobus- en Augustinuskerk                   | Den Haag                          | 1720                             | Parochiekerk                                                                                     |
|            | Jacobuskerk                                       | Utrecht                           | 1870                             | Woningen.                                                                                        |
|            | H. Johannes de Doperkerk                          | Gouda                             | 1630                             | Parochiekerk                                                                                     |
|            | H.H. Johannes en Willibrorduskerk                 | Amsterdam                         | 1830                             | Gesloten in 1953 en gefuseerd met de H.H. Petrus en Paulus te Amsterdam                          |
|            | Sint Joris op 't Zand                             | Amersfoort                        | 1927                             | Parochiekerk                                                                                     |
|            | H. Laurentiuskerk                                 | Alkmaar                           | 1953                             | Parochiekerk                                                                                     |
|            | HH. Laurentius en Maria Magdalena (Oppertse Kerk) | Rotterdam                         | 1698                             | verwoest tijdens het bombardement in 1940                                                        |
|            | HH. Laurentius en Maria Magdalenakerk             | Rotterdam                         | 1951                             | Gesloten in 1990, gesloopt in 1991 en gefuseerd in 1994 met de H. Johannes de Doper te Schiedam. |
|            | H. Lebuinuskapel                                  | Hengelo                           | 1966                             | Statie                                                                                           |
|            | H.H. Maria en Ursulakerk                          | Delft                             | 1743                             | Parochiekerk                                                                                     |
|            | Maria Magdalenakerk (Zaandam)                     | Zaandam                           | 1695                             | Gefuseerd met en onderdeel van de H. Nicolaas te Krommenie                                       |
|            | H. Maria Minor                                    | Dordrecht                         |                                  | Gesloten in 1792                                                                                 |
|            | Maria Maior                                       | Dordrecht                         | 1842                             | Parochiekerk                                                                                     |
|            | Maria Minor                                       | Utrecht                           | 1860                             | Horeca                                                                                           |
|            | H. Nicolaaskerk                                   | Den Helder                        | 1998                             | Parochiekerk                                                                                     |
|            | Sint-Augustinuskerk (Middelburg)                  | Middelburg                        | 1742                             | Statie                                                                                           |
|            | H. Nicolaaskerk                                   | Krommenie                         | 1612                             | Parochiekerk                                                                                     |
|            | H.H. Michael- en Johannes de Doperkerk            | Oudewater                         | 1882                             | Parochiekerk                                                                                     |
|            | Paradijskerk                                      | Rotterdam                         | 1908-1910                        | Parochiekerk                                                                                     |
|            | Pauluskerk                                        | Eindhoven                         | 1995                             | Parochiekerk Maria Magdalenaparochie (sinds 2011)                                                |
|            | H.H. Petrus en Pauluskerk (Aalsmeer)              | Aalsmeer                          | 1860                             | Onderdeel van de parochie Amsterdam                                                              |
|            | H.H. Petrus en Pauluskerk                         | Amsterdam                         | 1705                             | Gesloten in 1914 en verhuisd naar de Ruysdaelstraat                                              |
|            | H.H. Petrus en Paulus (Amsterdam)                 | Amsterdam-Zuid, Ruysdaelstraat 39 | 1914; architect: J.W.F. Hartkamp | Parochie van de HH. Petrus en Paulus en HH. Johannes en Willibrordus                             |
|            | Sint-Vituskerk                                    | Hilversum                         | 1889                             | Parochiekerk                                                                                     |
|            | H. Willibrorduskerk                               | Arnhem                            | 1941                             | Parochiekerk                                                                                     |